# Emmanuel Lebesson
Emmanuel Lebesson (Niort, 24 april 1988) is een Franse tafeltennisser. Hij nam deel aan de Olympische Zomerspelen 2016 in het onderdeel enkelspel, waar hij werd uitgeschakeld door Adrian Crișan, en hij maakte deel uit van het mannenteam. In October 2016 werd hij Europees kampioen bij de mannen op de Europese kampioenschappen tafeltennis, waar hij landgenoot Simon Gauzy versloeg in de finale. Tevens nam hij deel aan de Olympische Zomerspelen 2020.

## Belangrijkste resultaten
- Europees kampioen enkelspel op de Europese kampioenschappen tafeltennis in 2016
- Derde plaats op de Europese kampioenschappen tafeltennis (dubbelspel) met landgenoot Damien Éloi in 2009
- Derde plaats op de Europese kampioenschappen tafeltennis (gemengddubbel) met landgenote Jia Nan Yuan in 2020